# Silent Waters
Silent Waters è l'ottavo album del sestetto finlandese Amorphis, pubblicato nel 2007 dalla Nuclear Blast.
I testi sono la traduzione in inglese di poesie scritte dal poeta finlandese Pekka Kainulainen ed ispirate dal personaggio di Lemminkäinen del Kalevala.
Come il suo predecessore Eclipse, le canzoni sono state registrate ai Sonic Pump Studios di Helsinki.
Nel febbraio 2008 l'album ha raggiunto le 15 000 copie vendute nella sola Finlandia, ricevendo il disco d'oro.

## Tracce
1. Weaving the Incantation – 4:57
2. A Servant – 3:55
3. Silent Waters – 4:49
4. Towards and Against – 4:59
5. I of Crimson Blood – 5:05
6. Her Alone – 6:01
7. Enigma – 3:34
8. Shaman – 4:55
9. The White Swan – 4:49
10. Black River – 3:45
11. Sign (Bonus Track) – 4:38

## Formazione
- Tomi Joutsen - voce
- Esa Holopainen - chitarra
- Tomi Koivusaari - chitarra
- Santeri Kallio - tastiere
- Niclas Etelävuori - basso
- Jan Rechberger - batteria